# Molophilus (Molophilus) trigonalis
Molophilus (Molophilus) trigonalis is een tweevleugelige uit de familie steltmuggen (Limoniidae). De soort komt voor in het Australaziatisch gebied.